# Aunou-le-Faucon
Aunou-le-Faucon är en kommun i departementet Orne i regionen Normandie i nordvästra Frankrike. Kommunen ligger i kantonen Argentan-Est som tillhör arrondissementet Argentan. År 2022 hade Aunou-le-Faucon 247 invånare.

## Befolkningsutveckling
Antalet invånare i kommunen Aunou-le-Faucon
| Referens: INSEE |